# 쿠네네주

쿠네네주의 위치

쿠네네주(영어: Kunene)는 나미비아 북서부에 위치한 주로, 주도는 오푸워이며 면적은 144,255 km2, 인구는 68,244명(2001년 기준)이다. 주 이름은 나미비아 국경 북쪽과 앙골라 국경 사이를 흐르고 있는 쿠네네강에서 유래된 이름이다. 북쪽으로는 쿠네네강을 경계로 앙골라 나미브주, 쿠네느주와 접하고 있고 북동쪽으로는 오무사티주와 오샤나주, 오시코토주, 동쪽으로는 오초존주파주, 남쪽으로는 에롱고주, 서쪽으로는 대서양과 접하며 6개 선거구로 나뉜다.